# Суперкласіко де лас Амерікас 2014
Суперкласіко де лас Амерікас 2014 (ісп. 2014 Superclásico de las Américas) — третій розіграш турніру між збірними Бразилії та Аргентини, що пройшов 11 жовтня 2014 року на Національному стадіоні в Пекіні (Китай). 
Турнір вперше в історії пройшов поза межами Аргентини чи Бразилії, до того ж у складах команд вперше зіграли збірники з усього світу, а не лише із місцевих чемпіонатів, оскільки дата матчу була «датою ФІФА», яка є частиною офіційного розкладу матчів для національних збірних.
Перемогу у змаганні втретє поспіль здобула збірна Бразилії завдяки дублю Дієго Тарделлі, в той час як лідер аргентинців Ліонель Мессі не зумів забити з пенальті, не перегравши Джефферсона, який парирував удар.

## Деталі

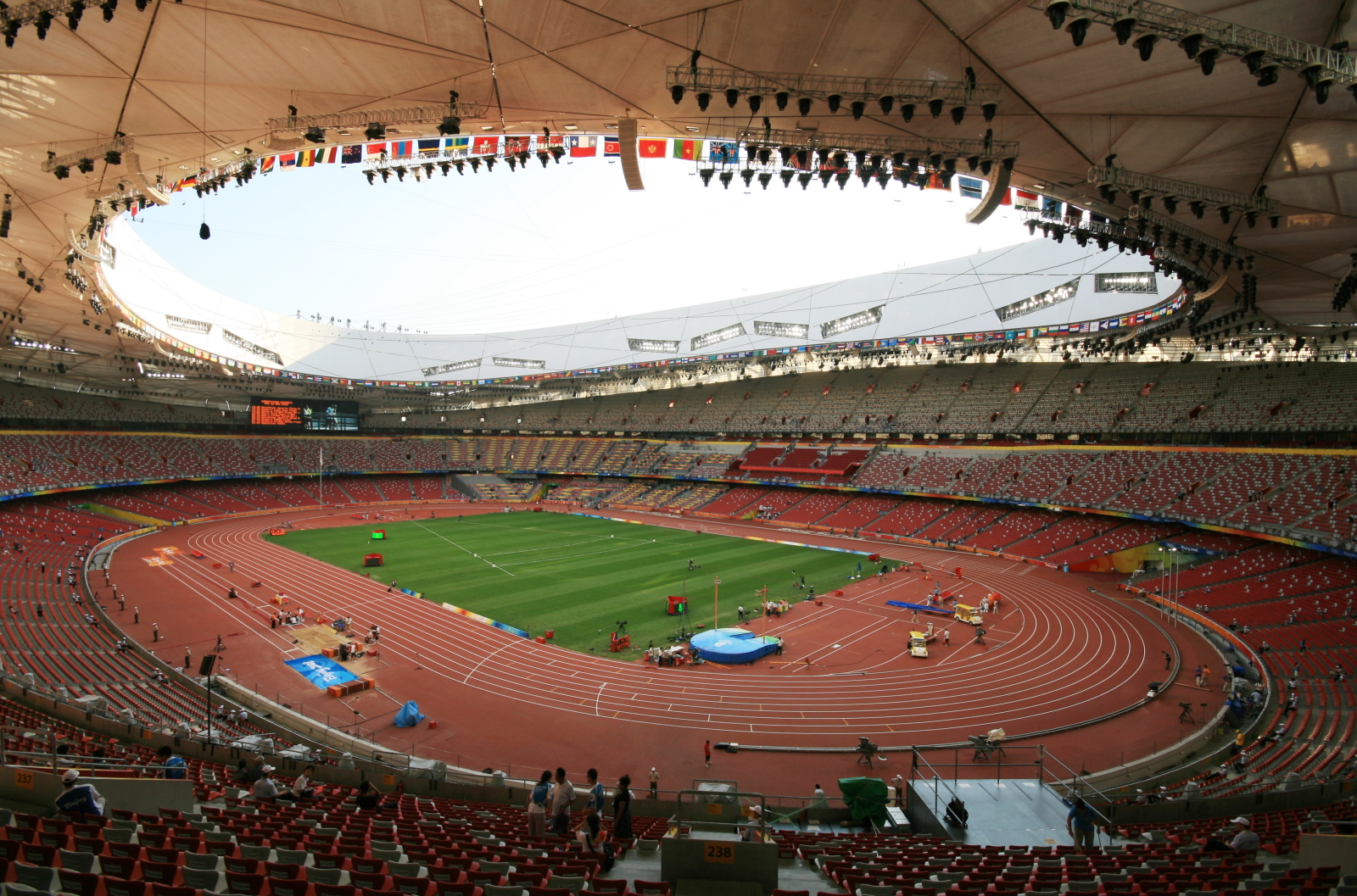
Пекінський національний стадіон, на якому відбувся матч.

| 11 жовтня 2014 |

| Бразилія                | 2–0    | Аргентина |
| ----------------------- | ------ | --------- |
| Дієго Тарделлі 28', 64' | Report |           |

| Ннаціональний стадіон, Пекін Глядачів: 52,313 Арбітр: Фань Ці (Китай) |

| Бразилія | Аргентина |

|                  |    |                |     |     |
|                  |    |                |     |     |
| GK               | 1  | Джефферсон     |     |     |
| DF               | 2  | Даніло         | 40' |     |
| DF               | 3  | Міранда        |     |     |
| DF               | 4  | Давід Луїс     | 19' | 90' |
| DF               | 6  | Філіпе Луїс    |     |     |
| MF               | 22 | Еліас          |     |     |
| MF               | 17 | Луїс Густаву   |     |     |
| MF               | 19 | Вілліан        |     |     |
| FW               | 11 | Оскар          |     |     |
| FW               | 10 | Неймар         |     | 90' |
| FW               | 9  | Дієго Тарделлі |     | 82' |
| Заміни:          |    |                |     |     |
| DF               | 8  | Жил            |     | 90' |
| FW               | 7  | Робінью        |     | 90' |
| MF               | 20 | Кака           |     | 82' |
| Головний тренер: |    |                |     |     |
| Дунга            |    |                |     |     |

| GK               | 1  | Серхіо Ромеро      |     |     |
| DF               | 4  | Пабло Сабалета     |     |     |
| DF               | 17 | Федеріко Фернандес | 50' |     |
| DF               | 15 | Мартін Демікеліс   |     |     |
| DF               | 16 | Маркос Рохо        |     |     |
| MF               | 23 | Роберто Перейра    |     | 90' |
| MF               | 14 | Хав'єр Маскерано   | 47' |     |
| MF               | 18 | Ерік Ламела        |     | 60' |
| FW               | 10 | Ліонель Мессі      |     |     |
| FW               | 11 | Серхіо Агуеро      |     | 60' |
| FW               | 7  | Анхель Ді Марія    |     |     |
| Заміни:          |    |                    |     |     |
| MF               | 8  | Енсо Перес         |     | 76' |
| MF               | 22 | Хав'єр Пасторе     |     | 60' |
| FW               | 9  | Гонсало Ігуаїн     |     | 60' |
| Головний тренер: |    |                    |     |     |
| Херардо Мартіно  |    |                    |     |     |

## Телетрансляції
- Латинська Америка: ESPN
- Аргентина: América TV
- Бразилія: Rede Globo і SporTV
- Уругвай: Tenfield і TVO
- Парагвай: Red Guaraní
- Еквадор: Teleamazonas